# Petra (Spanje)
Petra is een gemeente in de Spaanse provincie en regio Balearen op het eiland Mallorca met een oppervlakte van 70 km². Petra telt 2.774 inwoners (1 januari 2016). De gelijknamige hoofdplaats is de belangrijkste kern van de gemeente.

## Geboren in Petra
- Junípero Serra (1713-1784), Spaanse franciscaner missionaris (de Apostel van Californië)

## Demografische ontwikkeling

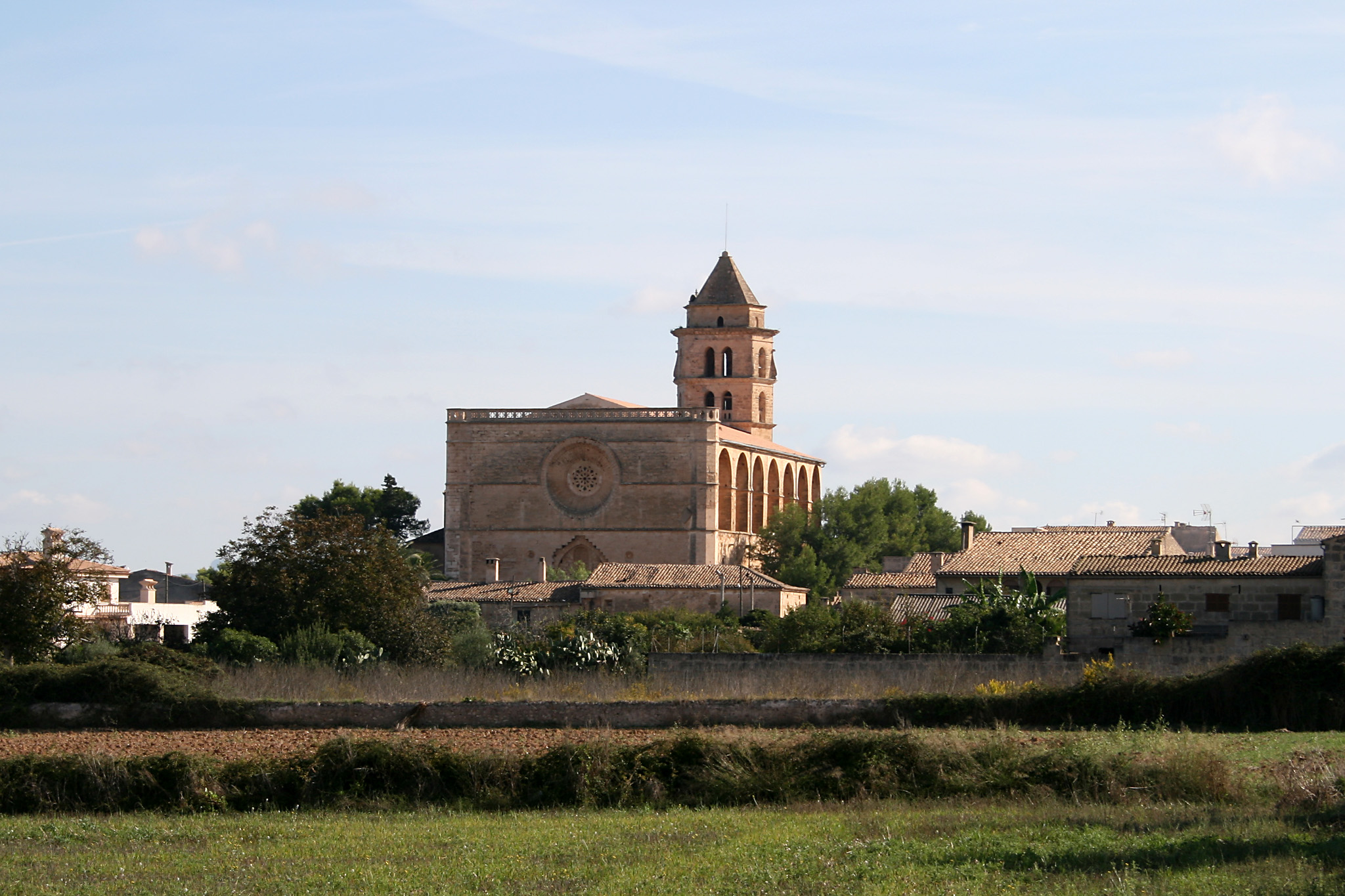
Kerk van Petra

Bron: INE, 1857-2011: volkstellingen
Opm.: In 1982 werd Ariany een zelfstandige gemeente
Alaró · Alcúdia · Algaida · Andratx · Ariany · Artà · Banyalbufar · Binissalem · Búger · Bunyola · Calvià · Campanet · Campos · Capdepera · Consell · Costitx · Deià · Escorca · Esporles · Estellencs · Felanitx · Fornalutx · Inca · Lloret de Vistalegre · Lloseta · Llubí · Llucmajor · Manacor · Mancor de la Vall · Maria de la Salut · Marratxí · Montuïri · Muro · Palma · Petra · Pollença · Porreres · Puigpunyent · Sa Pobla · Sant Joan · Sant Llorenç des Cardassar · Santa Eugènia · Santa Margalida · Santa María del Camí · Santanyí · Selva · Sencelles · Ses Salines · Sineu · Sóller · Son Servera · Valldemossa · Vilafranca de Bonany